# Montaigne (musiker)
Jessica Alyssa Cerro, mer känd under sitt artistnamn Montaigne, född 14 augusti 1995 i Sydney, är en australisk sångare, låtskrivare och musiker inom genren konstpop. Hens debutalbum Glorious Heights släpptes den 5 augusti 2016 och hamnade på fjärdeplatsen på albumlistan på ARIA Charts och vann samma år kategorin för bästa genombrottsartist på ARIA Music Awards för sitt album och var även nominerad i tre andra kategorier samt att hen medverkade på hiphopgruppen Hilltop Hoods låt "1955" i april månad. Låten hamnade på en andraplats på ARIA Charts.
Montaigne skulle ha representerat Australien i Eurovision Song Contest 2020 med låten "Don't Break Me". Liveshowerna som skulle ha hållits i Rotterdam blev dock inställda på grund av coronaviruspandemin 2019–2021. Den 2 april 2020 meddelades att hen skulle representera Australien i Eurovision Song Contest 2021. Den nya låten som framförde under tävlingen heter Technicolour. Bidragit gick inte vidare från semifinalen.
Montaigne kom i maj 2023 ut som ickebinär och skriver "my pronouns are they/them."
Hens far Gus var en fotbollsspelare som spelade i australienska National Soccer League.